# Aprendre a estimar-te
Aprendre a estimar-te (títol original en francès, Apprendre à t'aimer) és un telefilm francès dirigit per Stéphanie Pillonca i emès el 8 de setembre de 2020 al canal M6. Tracta el tema d'una parella el nadó de la qual és portador del cromosoma 21. S'ha doblat al valencià per a À Punt, i al català central per a TV3.
El rodatge va tenir lloc a la tardor del 2019, a la regió de París i al Var, en particular a la localitat de La Faleta. Durant la seva primera emissió a M6, el telefilm va tenir un gran èxit, tot sent la segona opció aquell vespre per darrere de TF1 (que emetia un partit de futbol). Va atreure 3.791.000 espectadors, cosa que va representar un 17,2% de quota de pantalla.
El febrer de 2020, el telefilm va ser guardonat amb el premi Coup de coeur a la 22a edició del Festival TV de Luishon.

## Repartiment
- Ary Abittan: Franck
- Julie de Bona: Cécile
- Youssef Hajdi: Zack
- Sébastien Autret: el reclutador
- Guillaume Duhesme: Laurent
- Annie Grégorio: Marilou
- Mélanie Guth: Alice
- Yona Kervern: Zoé
- Marie Vincent: Mathilde
- Julie-Anne Roth: Karine